# 約翰威立
約翰威立（英語：John Wiley & Sons, Inc.，简称威立）是一個世界性的出版社，專注在學術出版，且主要面向專業人士、消費者、高等教育學生與教職員出版。約翰威立的出版物主要集中在科學、工業、醫學等學術領域。该公司以印刷和電子方式出版書籍、期刊與百科全書。同時也提供給大學生、研究生與進修學生的網路產品與服務、訓練教材與課程教材。

## 歷史

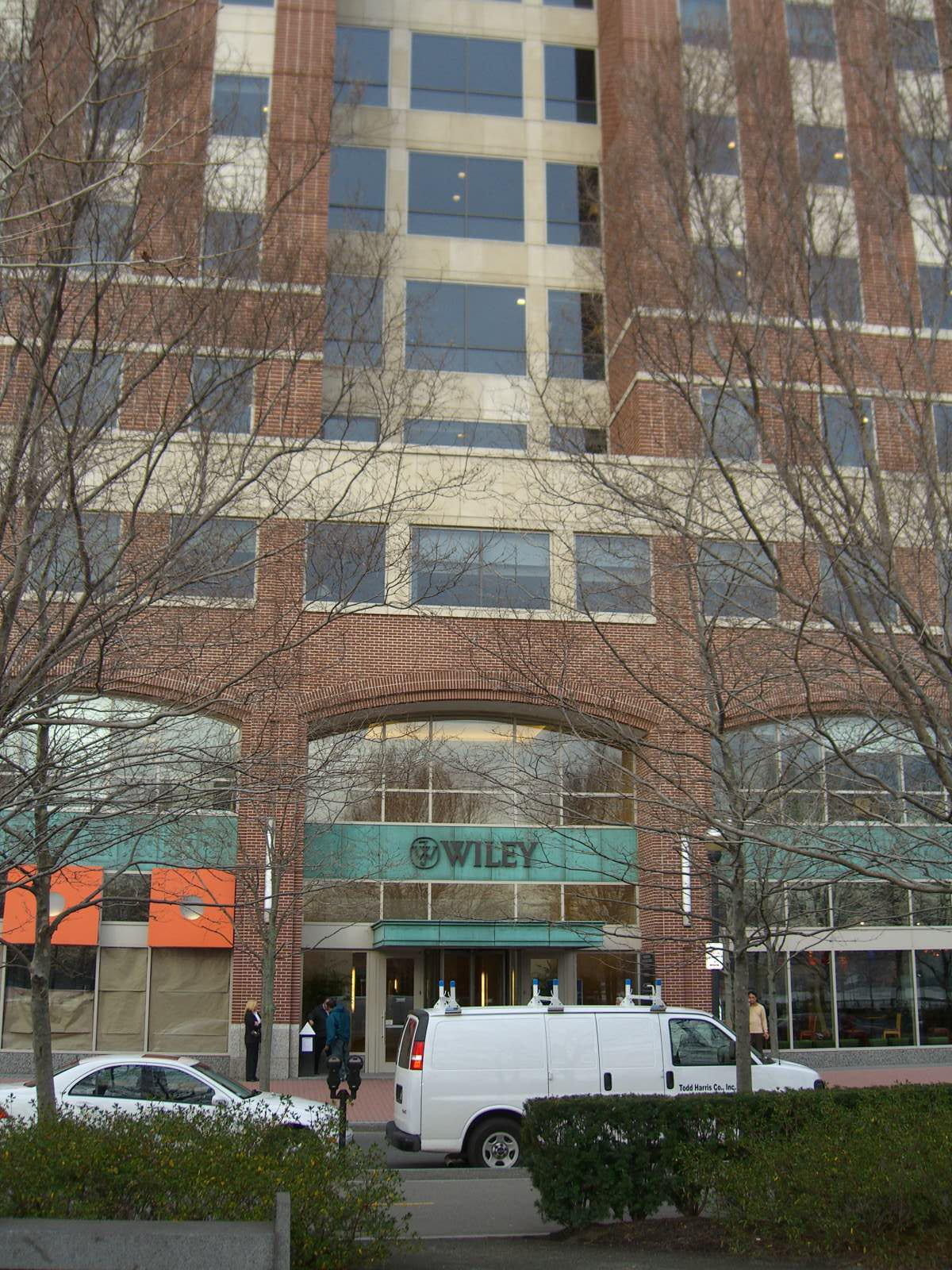
約翰威立總部。

約翰威立成立於1807年，創辦人查爾斯·威立在曼哈頓開的一家小印刷廠。約翰威立在19世紀主要出版美國文學作品，如詹姆士·菲尼莫·庫柏、華盛頓·歐文、赫爾曼·梅爾維爾與爱伦·坡的作品；同時也出版法律、宗教等非文學書籍。在第二次工業革命期間約翰威立將出版重心轉移至科學與工業領域，放棄了文學出版。
查爾斯·威立于1826年逝世，其儿子約翰·威立接管工廠。當約翰·威立的儿子威廉·霍爾斯特德·威立加入出版社後，於1876年開始使用現在的名字。進入20世紀後該公司開始出版科學、商業與高等教育。自1901年開始頒發諾貝爾獎後，約翰威立和其收購的公司出版了超過350位不同領域諾貝爾獎得主的作品。

## 爭議
2005年時，蘋果公司時任執行長史提夫·賈伯斯相當不滿約翰威立出版沒有經過他授權的個人傳記《iCon: Steve Jobs》（台灣中文版書名《i狂人賈伯斯：從另類人生到超酷創新的蘋果風格驅動家》），曾下令所有Apple Store禁止販賣約翰威立出版書籍。